# Blackburn Aircraft

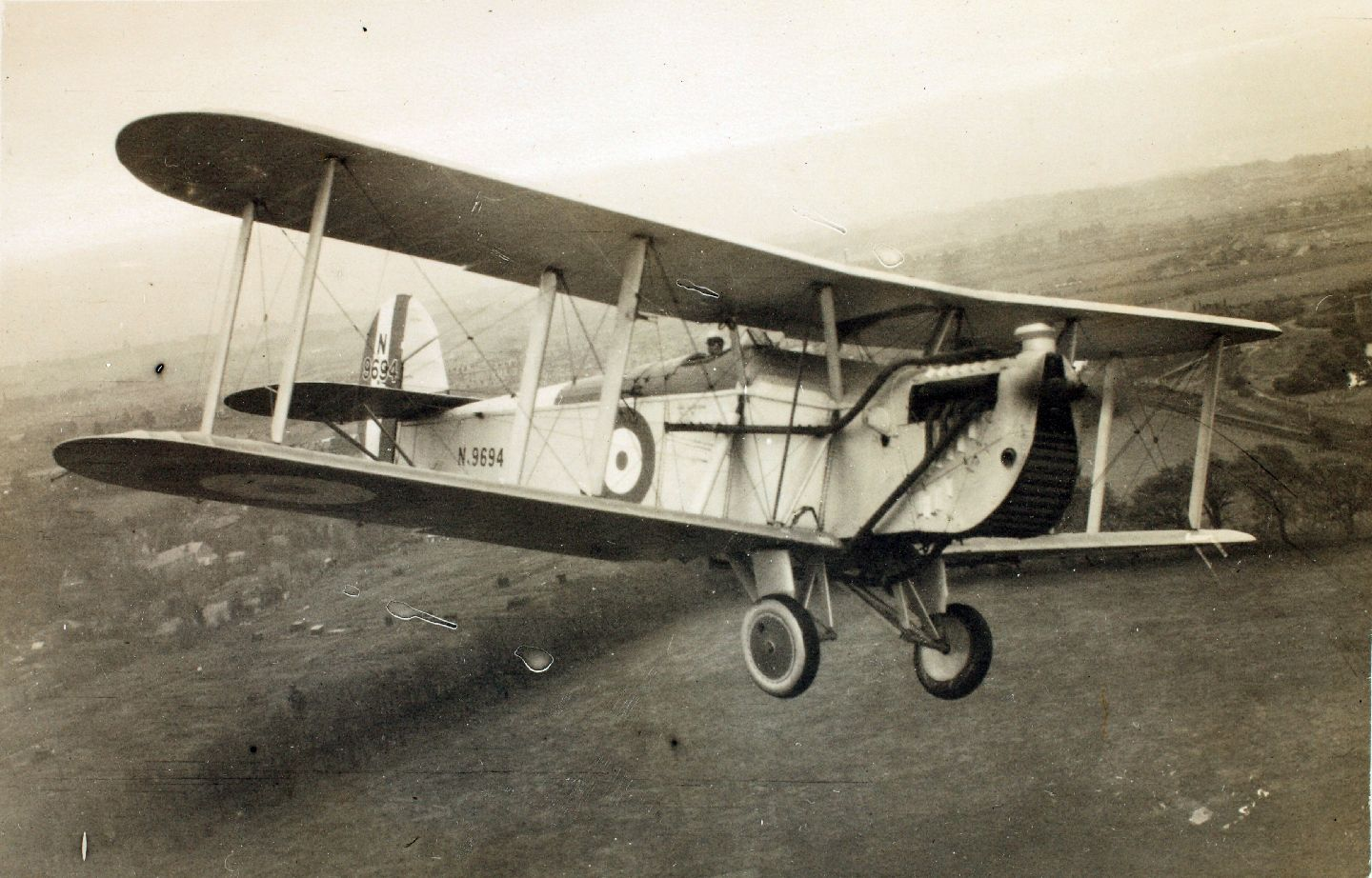
Blackburn Dart

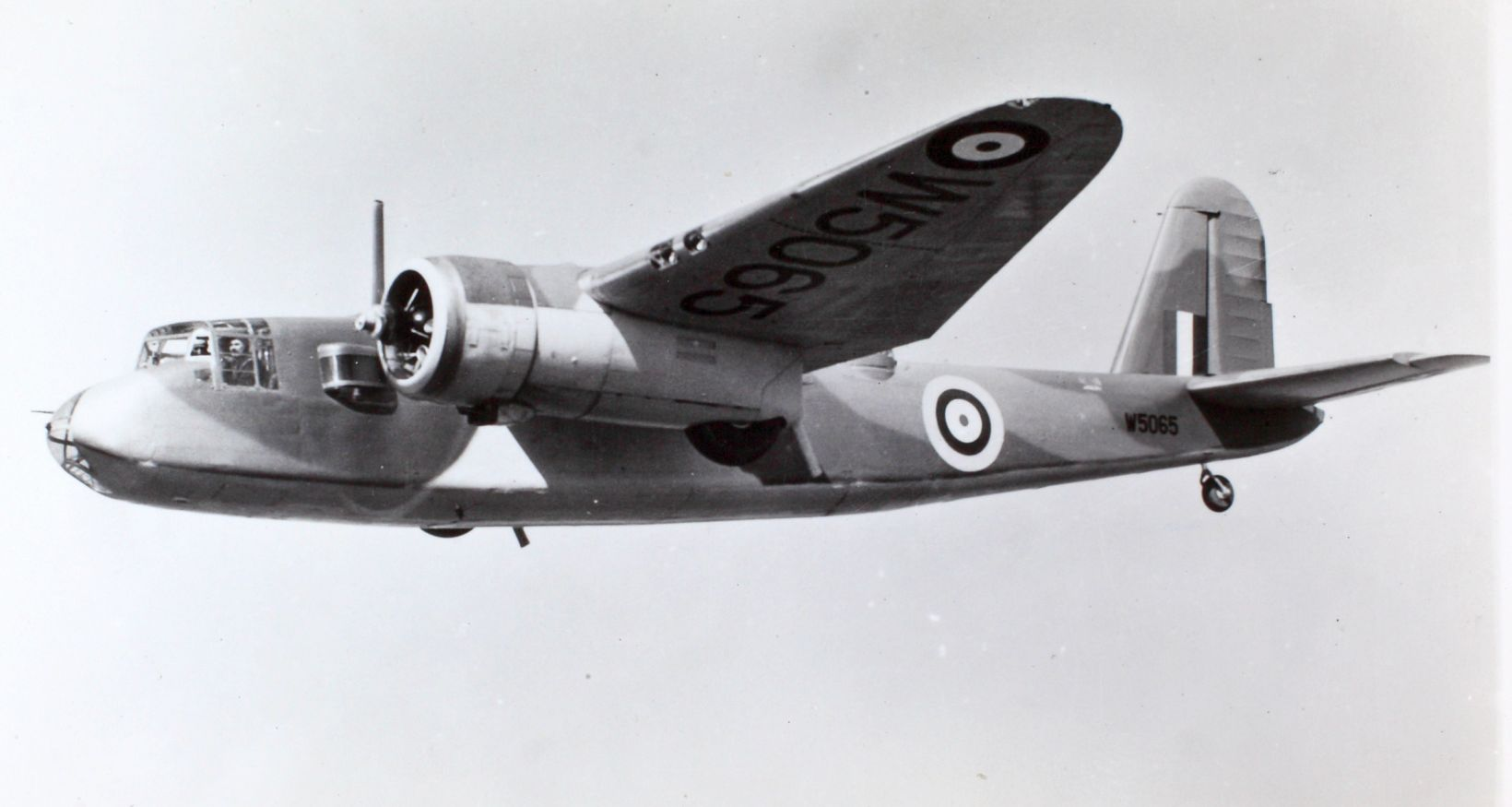
Blackburn Botha

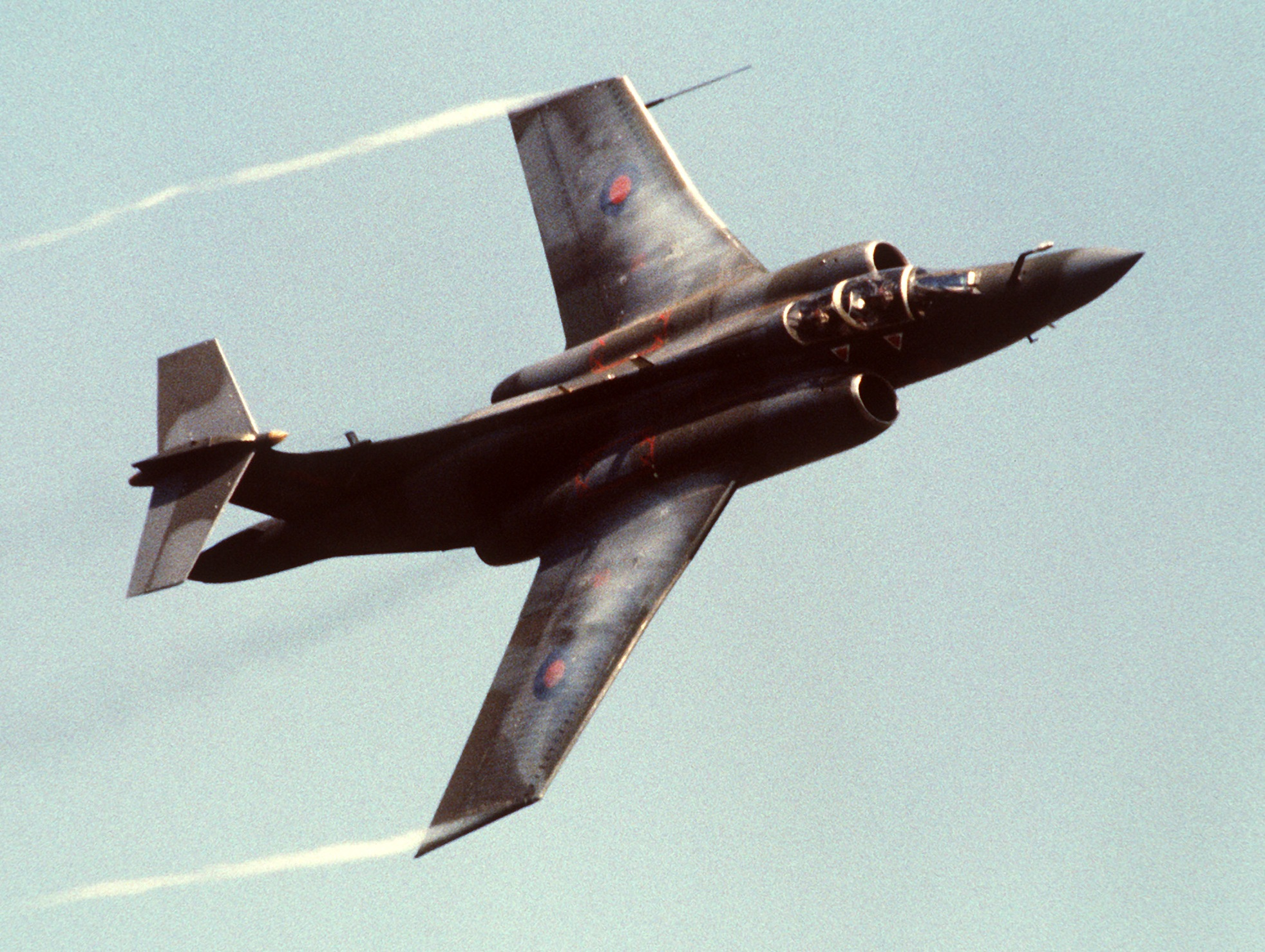
Blackburn Buccaneer

Blackburn Aircraft Limited – brytyjska wytwórnia lotnicza działająca w latach 1910–1963, specjalizująca się w produkcji samolotów wojskowych, w szczególności na potrzeby lotnictwa morskiego.

## Historia
Założycielem przedsiębiorstwa był Robert Blackburn, pionier lotnictwa, który w 1908 roku podjął prace nad skonstruowaniem własnego samolotu, a dwa lata później dokonał pierwszego udanego oblotu, choć zakończonego rozbiciem maszyny. Podczas I wojny światowej przedsiębiorstwo realizowało kontrakty rządowe na produkcję samolotów Royal Aircraft Factory B.E.2c, Sopwith Cuckoo i Sopwith Baby. Jednocześnie prowadziło prace projektowe nad własnymi konstrukcjami, które zaowocowały opracowaniem m.in. samolotów Kangaroo (1917), Swift (1920), Dart (1921), Blackburn (1921), Bluebird (1924), Velos (1925), Ripon (1925), Baffin (1932). Głównym odbiorcą było lotnictwo marynarki wojennej – Fleet Air Arm. Wśród projektowanych przez Blackburn maszyn znajdowało się kilkanaście modeli łodzi latających, m.in. Iris (1925) i Perth (1932), choć żadna nie weszła do produkcji wielkoseryjnej. Zakład produkcyjny przedsiębiorstwa mieścił się pierwotnie w Leeds. W 1916 roku otwarto nowy zakład w Brough, gdzie ulokowano siedzibę spółki, a do 1932 roku przeniesiono całość prac projektowych i produkcyjnych.
Militaryzacja poprzedzająca wybuch II wojny światowej przyczyniła się do wznowienia produkcji samolotów w dawnym zakładzie w Leeds (1934), a także otwarcia nowych fabryk w Dumbarton (1937) i Sherburn-in-Elmet (1940).
W ostatnich latach przed wojną opracowane zostały samoloty: Shark (1933), Skua (1935), Roc (1936) i Botha (1936), a po jej wybuchu – Firebrand (1940). Jako podwykonawca Blackburn prowadziło także produkcję samolotów Fairey Barracuda, Short Sunderland i Fairey Swordfish. 
Po zakończeniu wojny zakłady w Leeds i Sherburn-in-Elmet zamknięto, a fabryka w Dumbarton przestawiona została na produkcję prefabrykatów do budowy domów. W zakładzie w Brough podjęto produkcję samolotów Percival Prentice. W 1949 roku Blackburn połączyło się ze spółką General Aircraft Limited, w następstwie czego rozpoczęto produkcję samolotów transportowych Beverley (1952). Ostatnim samolotem opracowanym przez Blackburn, który wszedł do produkcji seryjnej, był odrzutowy samolot szturmowy Buccaneer (1952).
W 1960 roku pod naciskiem rządu brytyjskiego, zainteresowanego konsolidacją mocno rozczłonkowanego przemysłu lotniczego, Blackburn zostało przejęte przez spółkę Hawker Siddeley. Nazwa Blackburn przetrwała jako nazwa działu tego przedsiębiorstwa do 1963 roku.

## Samoloty
Lista samolotów Blackburn, które weszły do produkcji seryjnej. W nawiasach rok oblotu i liczba wyprodukowanych egzemplarzy:

- Mercury III (1911, 6) – jednopłat
- Type I (1913, 2) – jednopłat
- T.B. (1914, 9) – myśliwski wodnosamolot pływakowy
- Kangaroo (1917, 23) – samolot rozpoznawczo-bombowy
- Swift (1920, 8) – pokładowy samolot torpedowy
- Dart (1921, 120) – pokładowy samolot torpedowy
- Blackburn (1921, 62) – pokładowy samolot rozpoznawczy
- Bluebird (1924, 79) – samolot treningowy i turystyczny
- Iris (1924, 5) – rozpoznawcza łódź latająca
- Velos (1925, 21) – torpedowy wodnosamolot pływakowy
- Ripon (1925, 97) – pokładowy samolot rozpoznawczo-torpedowy
- Lincock (1928, 7) – samolot myśliwski
- Segrave (1930, 3) – samolot turystyczny
- Baffin (1932, 29 + 64 przebudowane z samolotów Ripon) – samolot rozpoznawczo-torpedowy
- Perth (1932, 4) – rozpoznawcza łódź latająca
- B.2 (1931, 43) – samolot treningowy
- Shark (1933, 253) – pokładowy samolot rozpoznawczo-torpedowy
- Skua (1935, 192) – pokładowy nurkujący samolot bombowy
- Roc (1936, 136) – pokładowy samolot myśliwski
- Botha (1936, 580) – samolot rozpoznawczo-torpedowy
- Firebrand (1940, 223) – pokładowy samolot myśliwsko-torpedowy
- Beverley (1952, 48) – samolot transportowy
- Buccaneer (1952, 209) – pokładowy samolot szturmowy